# Bernd Holznagel

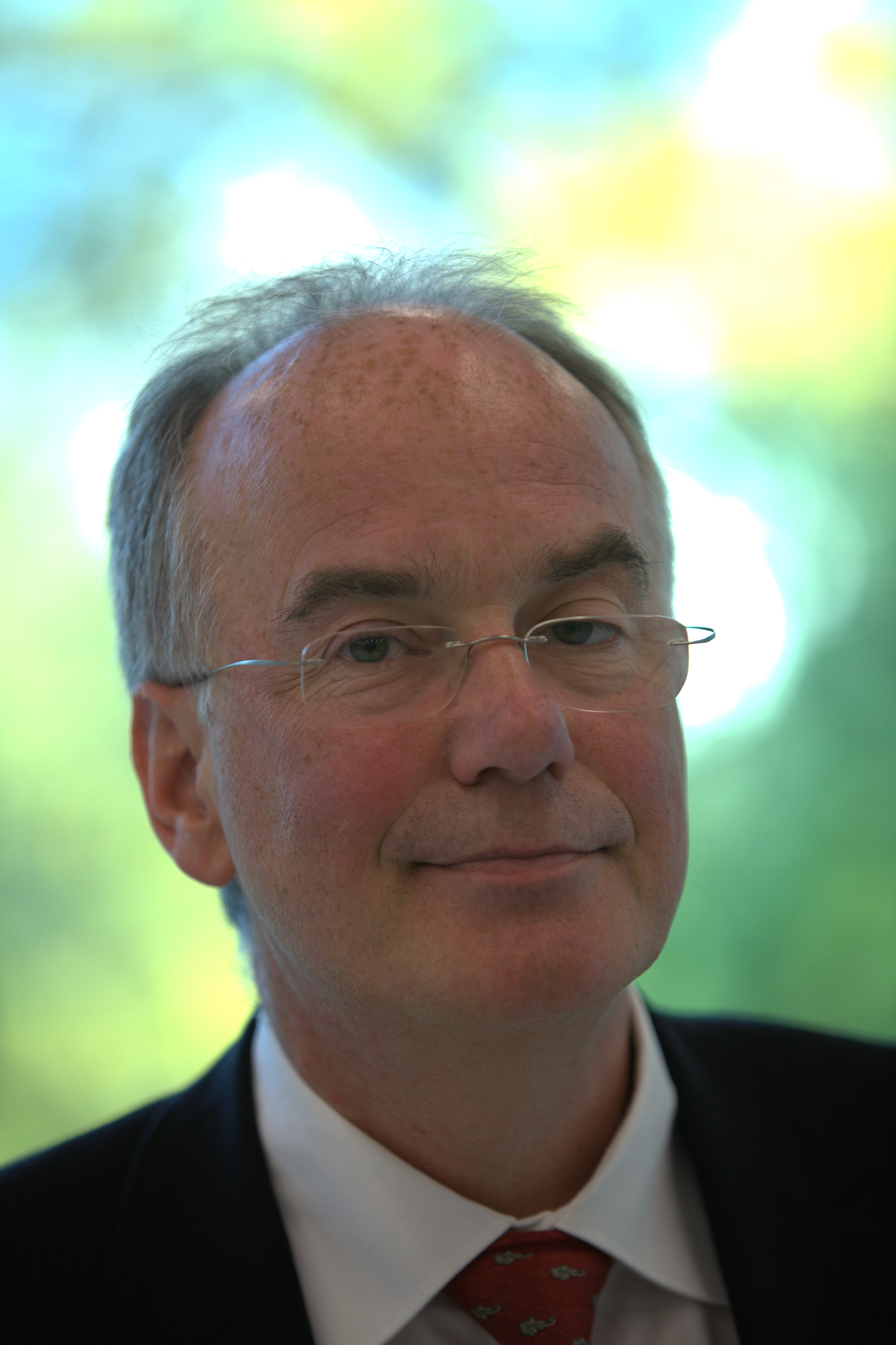
Bernd Holznagel (2010)

Bernd Holznagel (* 19. September 1957 in Lehrte) ist ein deutscher Rechtswissenschaftler. Seine Forschungsschwerpunkte liegen im Informations-, Telekommunikations- und Medienrecht sowie im Energiewirtschaftsrecht.

## Leben
Nach dem Studium der Rechtswissenschaften und der Soziologie an der FU Berlin legte Holznagel 1983 sein Erstes juristisches Staatsexamen ab und 1984 sein Diplom in Soziologie. Es folgte eine Forschungsaufenthalt an der Harvard Law School und am MIT. 1986 erwarb er den Master of Laws (LL.M.) an der McGill University in Montreal (Kanada); 1990 wurde er an der Universität Hamburg zum Dr. jur. promoviert. 1991 legte Holznagel das Zweite Staatsexamen in Hamburg ab. 1996 folgte die Habilitation zum Thema Rundfunkrecht in Europa. Auf dem Weg zu einem Gemeinrecht europäischer Rundfunkordnungen, die mit dem Sonderpreis der European Group of Public Law ausgezeichnet wurde.
Im Jahr 1997 wurde Bernd Holznagel zum ordentlichen Professor für Staats- und Verwaltungsrecht an der Universität Münster ernannt und übernahm die Leitung der öffentlich-rechtlichen Abteilung des dortigen Instituts für Informations-, Telekommunikations- und Medienrecht. Mit Ablauf des Sommersemesters 2024 wurde er emeritiert.
Holznagel ist verheiratet.

## Mitgliedschaften (Auswahl)
- Mitglied des Wissenschaftlichen Beirats der Bundesnetzagentur für Elektrizität, Gas, Telekommunikation, Post und Eisenbahnen
- Mitglied des Vorstandes des Kompetenznetzwerks Stammzellforschung NRW
- Mitglied des Verwaltungsrats des Rundfunk Berlin-Brandenburg

## Plagiatsvorwürfe
Wie das VroniPlag Wiki berichtet und dokumentiert, enthält das im Jahr 2012 erschienene Studienbuch Juristische Arbeitstechniken und Methoden, zu dessen Autoren Holznagel zählt, zahlreiche plagiatsverdächtige Passagen, unter anderem aus Artikeln der deutschsprachigen Wikipedia. Der Nomos Verlag hat daraufhin im Einvernehmen mit den Autoren das Buch am 19. Juni 2012 aus seinem Verlagsprogramm gestrichen. Zu den Vorwürfen hat Holznagel nach einer internen Prüfung öffentlich Stellung genommen. Bei zwei von Holznagel betreuten Dissertationen wurde der zuvor im Raum stehende Plagiatsverdacht bestätigt. Bei einer weiteren Dissertation sprach die Universität Münster eine Rüge aus. Hermann Horstkotte und Volker Rieble haben in den Medien kritisiert, dass die Universität Münster gegen Holznagel kein Disziplinarverfahren führte.

## Werk (Auszug)
- Telekommunikationsrecht, 2. Auflage, München: C.H. Beck Verlag, 2006, zusammen mit Christoph Enaux und Christian Nienhaus, ISBN 3-406-52357-9.
- Recht der IT-Sicherheit, München: C.H. Beck Verlag, 2003, ISBN 3-406-49545-1.
- Rundfunkrecht in Europa. Auf dem Weg zu einem Gemeinrecht europäischer Rundfunkordnungen (= Jus Publicum, Bd. 18), Tübingen: J.C.B. Mohr (Paul Siebeck), 1996, ISBN 3-16-146614-4.